# حمام کلبعلیخان خلج
حمام کلبعلیخان خلج مربوط به دوره زند است و در شهرستان زرندیه، بخش خرقان، روستای ویدر واقع شده و این اثر در تاریخ ۱۴ مهر ۱۳۵۴ با شمارهٔ ثبت ۱۱۷۹ به‌عنوان یکی از آثار ملی ایران به ثبت رسیده است.